# Châtillon-sur-Indre
Châtillon-sur-Indre – miejscowość i gmina we Francji, w Regionie Centralnym, w departamencie Indre.
Według danych na rok 1990 gminę zamieszkiwały 3262 osoby, a gęstość zaludnienia wynosiła 72 osoby/km² (wśród 1842 gmin Regionu Centralnego Châtillon-sur-Indre plasuje się na 106. miejscu pod względem liczby ludności, natomiast pod względem powierzchni na miejscu 122.).

## Współpraca
Miejscowość partnerska:
- Chapelle-lez-Herlaimont, Belgia